# Canon MP-E 65mm
Le MP-E 65mm Macro f/2.8 est un objectif photographique produit par l'entreprise japonaise Canon, spécialement conçu pour la macrophotographie. C'est un objectif utilisable sur les boîtiers Canon EOS à monture EF. Contrairement aux objectifs plus classiques, il ne possède pas de bague de mise au point, la bague est utilisée pour modifier le rapport de grandissement. Le point se fait en approchant ou en éloignant le sujet de l'objectif. Il ne peut donc pas faire le point à l'infini, et n'est pas utilisable pour des prises de vues conventionnelles.
Cette optique est capable de réaliser des images mesurant de une à cinq fois la taille du sujet. Elle a donc une très faible profondeur de champ, d'un maximum de 2,24 mm à f/16 au grandissement unité à un minimum de 0,048 mm à f/2.8 au grandissement 5×. Cette faible profondeur de champ provoque des effets de flou à la moindre vibration ou déplacement du sujet ; un trépied est en général nécessaire pour son utilisation, mais une utilisation manuelle peut être possible si une bonne source de lumière est présente.

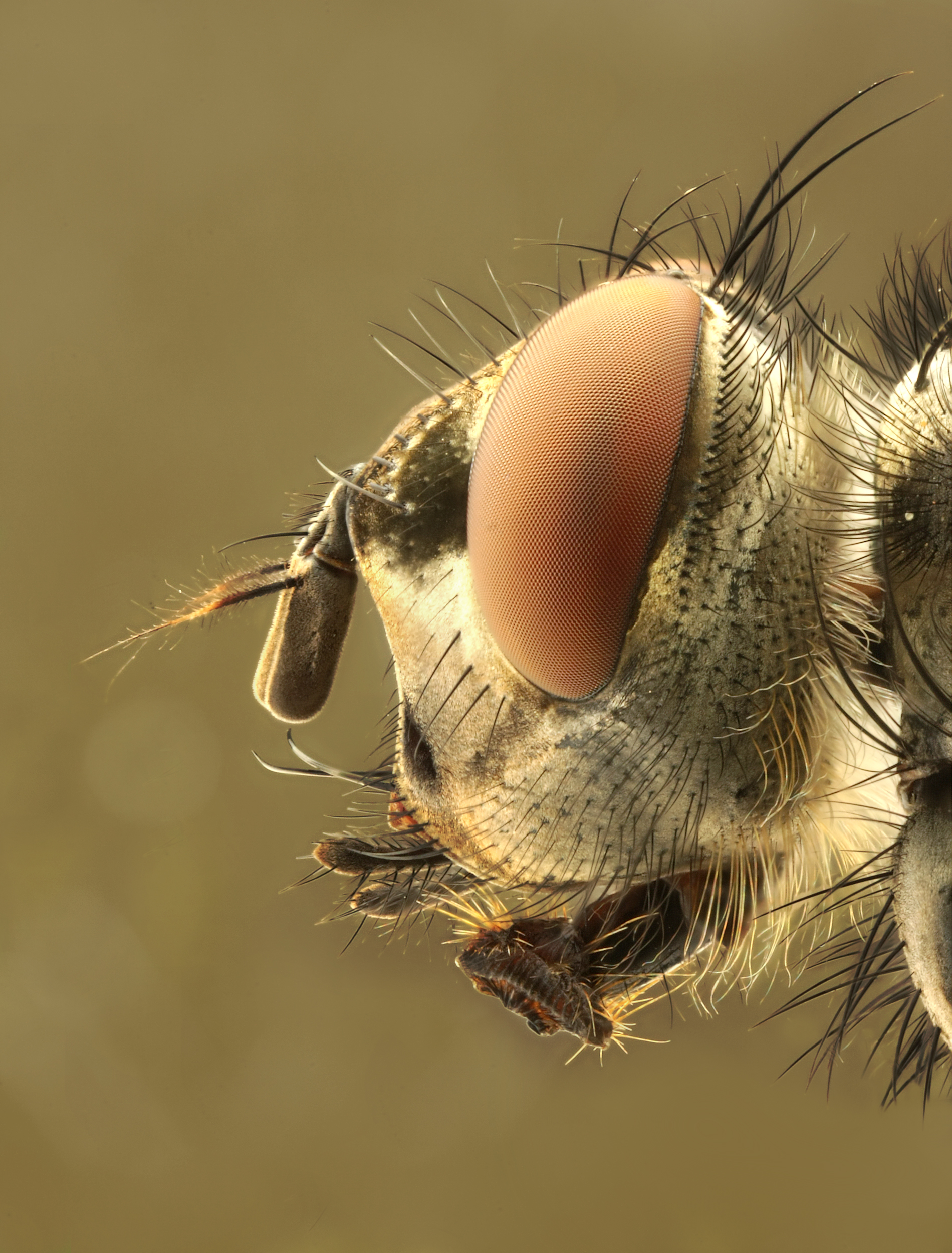
Tête de mouche (Caliphrodae), photographiée grâce au MP-E 65mm.

Les spécifications techniques de l'objectif indiquent une ouverture variant entre f/2.8 et f/16, mais l'ouverture effective dépend du grandissement choisi. Elle est calculable par la formule suivante[réf. nécessaire] :
ouv. effective = ouverture × (grandissement + 1)
Par exemple, pour un grandissement 3× et une ouverture affichée à f/8, l'ouverture effective est 8 × (3 + 1), c'est-à-dire f/32. L'objectif a donc une ouverture effective allant de f/5,6 au grandissement minimal à f/96 au grandissement 5×. La bague de grandissement n'est pas crantée, des taux fractionnaires sont donc possibles. Le taux choisi n'étant pas communiqué par l'objectif au boîtier photo, l'agrandissement choisi n'apparaît donc pas dans les métadonnées des images produites.
Canon recommande d'utiliser le boitier soit en mode de priorité à l'ouverture, soit en mode manuel.